# Faro di Messina

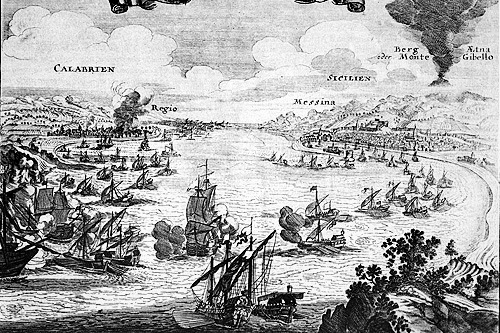
Lo stretto di Messina in un'incisione tedesca del XVIII secolo

Faro di Messina era la denominazione anticamente attribuita al braccio di mare posto tra la Sicilia e la Calabria e che nella attuale cartografia viene indicato come Stretto di Messina.
Costituiva originariamente un toponimo di contenuto esclusivamente geografico. Successivamente, a seguito di importanti vicende storiche, assunse un significato preminentemente geo-politico che mantenne molto a lungo, dal XIV secolo fino al compimento dell'Unità d'Italia.

## Vicende storiche
A differenza degli angioini, i monarchi aragonesi non adoperarono mai la dicitura «Regno di Sicilia di là dal Faro» per connotare il proprio reame. Presumibilmente per due ragioni. La prima è perché essi risiedevano nell'isola omonima e di conseguenza non ne avevano la necessità. La seconda perché, in caso contrario, avrebbero legittimato automaticamente i diritti degli angioini sull'isola.
Questa terminologia rimase nell'uso corrente fino all'unità d'Italia, tranne la breve parentesi del decennio tra la fine del XV e l'inizio del XVI secolo, quando i francesi di Carlo VIII prima e di Luigi XII poi si insediarono nel Regno di Napoli per esserne poi cacciati da Ferdinando il cattolico.
Infatti, dopo il periodo vicereale, quando i Borbone divennero Re delle Due Sicilie, pur non essendo più necessario la distinzione adoperata in precedenza, essi continuarono ad adoperare le locuzioni «Reali dominii al di qua del Faro» e «Reali dominii al di là del Faro» per indicare, rispettivamente il Regno di Napoli e il Regno di Sicilia. Questa terminologia si protrasse anche dopo che il Congresso di Vienna ripristinò, nel 1815, la sovranità borbonica sulle province continentali. Ferdinando IV di Napoli e III di Sicilia, infatti unificò i due troni e i Borbone divennero re del Regno delle Due Sicilie.
Una volta riunificatasi l'Italia sotto lo scettro sabaudo, la locuzione Faro di Messina venne completamente abbandonata e il braccio di mare tra la costa calabra e quella siciliana fu definitivamente chiamato stretto di Messina.
Le vicende storiche collegate al toponimo del "Faro di Messina" ebbero inizio il 27 luglio 1139, quando papa Innocenzo II legittimò la nascita del Regno di Sicilia mediante l'elevatio in regem di Ruggero II d'Altavilla, sanando la medesima investitura avvenuta nel 1130 per mano dell'antipapa Anacleto II.
Il territorio assegnato dal Papa al neonato Regno di Sicilia comprendeva non solo l'isola di Sicilia propriamente detta, ma anche tutta l'Italia meridionale peninsulare fino ai confini con lo Stato della Chiesa, costituiti dalla città di Gaeta e dagli Abruzzi, ovvero dal fiume Tronto.
Il Faro di Messina, essendo un braccio di mare posto tra due territori appartenenti allo stesso Stato, possedeva una connotazione strettamente geografica che mantenne per tutto il periodo normanno e svevo, fino agli inizi della dominazione angioina allorquando Carlo I d'Angiò, chiamato da papa Clemente IV per liberare l'Italia meridionale dagli ultimi Svevi, non si insediò nella penisola, trasferendo la capitale da Palermo a Napoli.
Nel 1282 i siciliani si ribellarono al regime vessatorio di Carlo I e offrirono la corona di Sicilia a Pietro III d'Aragona, consorte di Costanza di Hohenstaufen, figlia di Manfredi, ultimo re svevo. Questa rivolta, passata alla storia con il nome di Vespri siciliani, diede inizio ad un lungo conflitto tra gli angioini e gli aragonesi che si protrasse per ben novanta anni.
Gli angioini, infatti, insediati nell'Italia meridionale peninsulare e investiti del diritto regio da parte del Papa, rivendicavano il possesso della Sicilia in quanto parte integrante del Regno. Gli aragonesi che si erano insediati nell'isola, rivendicavano a loro volta il possesso dell'Italia meridionale peninsulare per diritto dinastico da parte di Costanza di Hohenstaufen.
Il lungo e sanguinoso conflitto, nato su queste reciproche rivendicazioni, si concluse con gli accordi di Catania del 29 agosto 1372 sottoscritti da Giovanna I d'Angiò e da Federico IV d'Aragona con la mediazione di papa Gregorio XI (al secolo Pietro Roger, dei conti di Beaufort, francese).
Questo accordo prevedeva il riconoscimento reciproco di ciascuna delle due dinastie sui territori rivendicati dall'altra e con diritto ereditario, anche se Federico IV dovette rinunciare a fregiarsi del titolo di Re di Sicilia, confermando quello di Re di Trinacria, nonché lo status giuridico di vassallo della Regina Giovanna.
In altri termini, il titolo di re di Sicilia, così come era stato creato da Anacleto II prima e da Innocenzo II poi, restava nelle mani degli angioini, ma con giurisdizione soltanto sull'Italia meridionale peninsulare con capitale Napoli. Solo da questo momento è possibile cominciare a datare la locuzione «due Sicilie», per indicare la divisione dell'unico Regno di Sicilia in due troni nettamente separati, per dinastia e giurisdizione.
Dopo gli accordi di Catania, cioè dopo l'anno 1372, il Faro di Messina cessò dunque di essere soltanto un tratto di mare posto all'interno del Regno di Sicilia e si trasformò in una zona di riferimento geo-politica soprattutto per i sovrani angioini, entrando stabilmente non solo nella terminologia corrente, ma anche nei documenti ufficiali del Regno.
Gli angioini, infatti, nonostante gli accordi sottoscritti a Catania nel 1372, non cessarono mai di rivendicare i propri diritti sull'isola, per cui, pur avendo rinominato i loro possedimenti nell'Italia meridionale con l'appellativo di Regno di Napoli, avevano necessità di porre sempre in evidenza questa loro rivendicazione, sia nell'uso corrente che negli atti ufficiali del Regno.
Ciò li indusse ad adoperare una doppia terminologia per indicare il loro territorio, prendendo come riferimento proprio il Faro di Messina che, mentre per gli angioini costituiva soltanto un riferimento geografico, per gli aragonesi, invece, costituiva una vera e propria zona di frontiera.
La terminologia adoperata fu, quindi: «Regno di Napoli», detto anche «Regno di Sicilia di qua dal Faro»; laddove l'«isola di Sicilia» veniva indicata dai re di Napoli come «Regno di Sicilia di là dal Faro», definizione che restò fino al 1860.

## Documenti e bibliografia
Alcuni autorevoli atlanti storici moderni danno un'indicazione "opposta" riguardo alla localizzazione delle due zone geografiche «al di là» e «al di qua» del Faro. Nonostante ciò, non sussistono dubbi sul fatto che la locuzione «Regno di Sicilia di qua dal Faro» stia ad indicare l'Italia meridionale peninsulare, ovvero il Regno di Napoli e non l'opposto.
A riprova di ciò si riportano stralci di alcuni documenti storici dal contenuto incontestabile.

### XVI secolo
Il primo documento è costituito dal testo di Giovan Antonio Summonte - Breve trattato dell'isola di Sicilia e de' suoi Re, perché il Regno di Napoli fu detto Sicilia - edito nella seconda metà del XVI secolo, regnante Filippo II d'Asburgo, ove si legge testualmente:
Il re Alfonso poi ritrovandosi Re dell'Isola di Sicilia per essere egli successo a Ferrante suo padre, havendo anco con gran fatica, e forza d'armi guadagnato il Regno di Napoli da mano di Renato, si chiamò anch'egli con una sola voce, Re delle Due Sicilie, citra et ultra e questo per dimostrare di non contravenire all'autorità de' Pontefici. Ad Alfonso poi successero 4 Re i quali signori furono solo del Regno di Napoli e si intitolarono, come gli altri, Re di Sicilia citra.

Ma Ferdinando il Cattolico, Giovanna sua figlia, Carlo V imperadore e Filippo nostro re e signore i quali hanno voluto il dominio d'amendue i Regni si sono intitolati e chiamati Re delle due Sicilie citra et ultra: la verità dunque è che questi nomi vennero da i Pontefici romani i quali cominciarono ad introdurre che 'l Regno di Napoli si chiamasse Sicilia.»
()

### XVII secolo
Le immagini sotto riportate sono state estratte dal testo di Enrico Bacco Nuova descrittione del Regno di Napoli diviso in dodici province, edito nel 1629, regnante Filippo IV d'Asburgo, ove al primo rigo della prima pagina si legge testualmente:
()
Il testo, ricco di molteplici notizie sul Regno di Napoli e le sue, all'epoca, dodici province, è estremamente esauriente nel dettagliare, per ciascuna di esse, città, famiglie, casali, storia locale, arcivescovadi e vescovadi.
Poiché l'autore poneva come incipit della sua opera proprio la precisazione secondo la quale, all'epoca della stesura del testo, il Regno di Napoli coincideva con il «Regno di Sicilia al di qua del Faro», è da ritenere che tale circostanza avesse anche allora, come in altri tempi, prima e dopo, una notevole valenza storica e politica più che semplicemente geografica.
|  |  |

### XVIII secolo

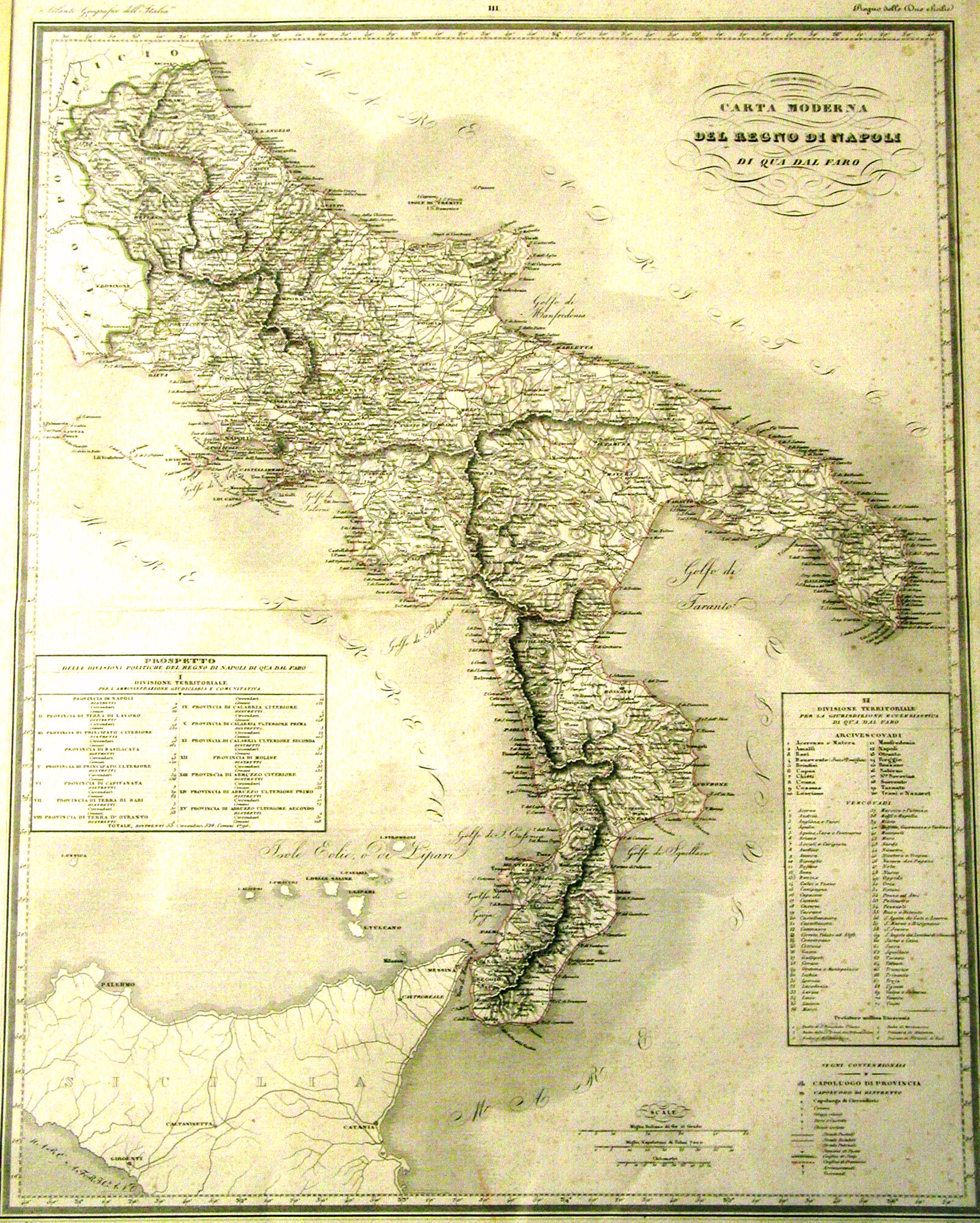
Regno di Napoli in epoca borbonica

Un ulteriore documento è costituito da una stampa edita in periodo borbonico (1740 - 1744), riprodotta nell'immagine a destra.
Questa mappa intitolata Carta moderna del Regno di Napoli - di qua dal Faro, elenca le quindici province, Napoli, Terra di Lavoro, Basilicata, Principato citeriore, Principato ulteriore, Capitanata, Terra di Bari, Terra d'Otranto, Calabria Citeriore, Calabria Ulteriore prima, Calabria Ulteriore seconda, Contado del Molise, Abruzzo citeriore, Abruzzo ulteriore primo, Abruzzo ulteriore secondo; nonché degli Arcivescovadi e Vescovadi.
Anche la cartografia, quindi, chiarisce che il Regno di Napoli veniva identificato con il territorio «di qua dal Faro».

### XIX secolo
L'ultima documentazione è costituita da estratti dal volume: Collezione delle leggi e de' Decreti reali del Regno delle Due Sicilie - Anno 1852 - II semestre.
Si tratta di disposizioni amministrative e fiscali emanate dal governo borbonico sia per l'Italia meridionale che per la Sicilia, in cui si nota che il riferimento al Faro di Messina, quale discriminante territoriale, era ancora in uso, nonostante la riunificazione dei due troni fosse già avvenuta da tempo, ovvero subito dopo il Congresso di Vienna del 1815 e quindi, il Faro di Messina fosse tornato ad essere un tratto di mare interno al Regno.
In questi documenti, alle pagine 255 e 256, è riportato un "atto sovrano" mediante il quale venivano accordate delle "bonifiche" su alcuni dazii, sia «Ne' nostri reali dominii al di là del Faro» (sic), ovvero province di Messina, Catania, Caltanissetta, Noto, Trapani, Girgenti e Palermo; e sia «Ne' nostri reali dominii al di qua del Faro» (sic), ovvero province di Calabria ulteriore prima e Calabria ulteriore seconda, Calabria citeriore, Terra d'Otranto, di Bari, Capitanata, Abruzzo citeriore e primo Abruzzo ulteriore, Principato citeriore, Basilicata e Napoli.
Alle pagine 346 e 347, è infine riportato un Regio Decreto nel quale veniva stabilita «La contribuzione fondiaria ne' nostri reali dominii al di qua del Faro pel prossimo vegnente anno milleottocentocinquantatre» (sic), contenente l'elenco delle relative province, ovvero Napoli, Terra di Lavoro, Basilicata, Principato citeriore, Principato ulteriore, Capitanata, Terra di Bari, Terra d'Otranto, Calabria citeriore, Calabria ulteriore prima, Calabria ulteriore seconda, Molise, Abruzzo citeriore, Abruzzo ulteriore primo, Abruzzo ulteriore secondo.
|  |  |  |  |